# Tracschlepper

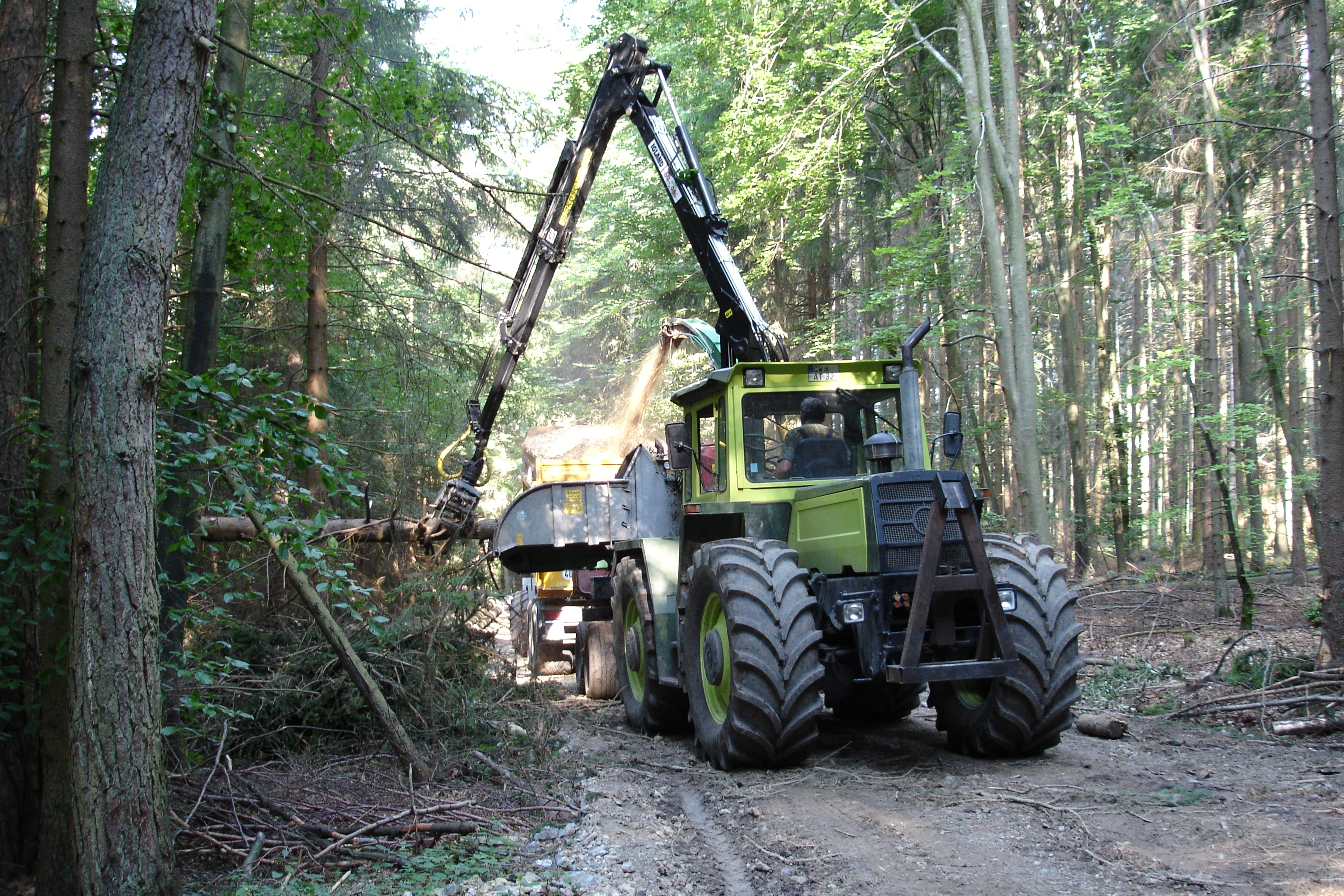
Historischer Tracschlepper: MB Trac 1500. Im hinteren Anbauraum ist ein Holzhäcksler auf Anhängerfahrgestell angehängt, im mittleren Anbauraum ein Kran mit Greifarm aufgebaut und im vorderen Anbauraum befindet sich ein Halter für den Greifarm.

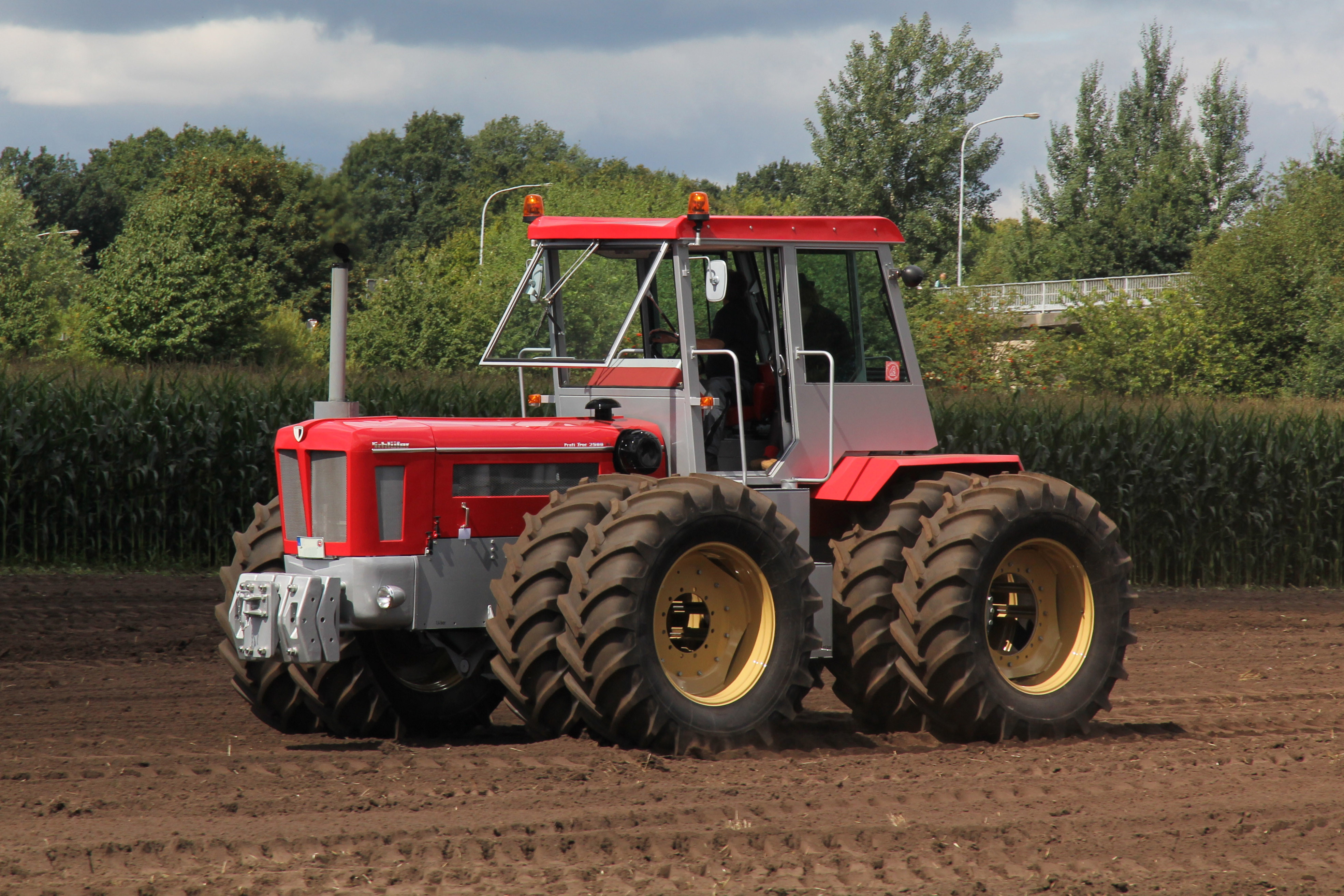
Historischer Tracschlepper: Schlüter Profi Trac 2500 VL

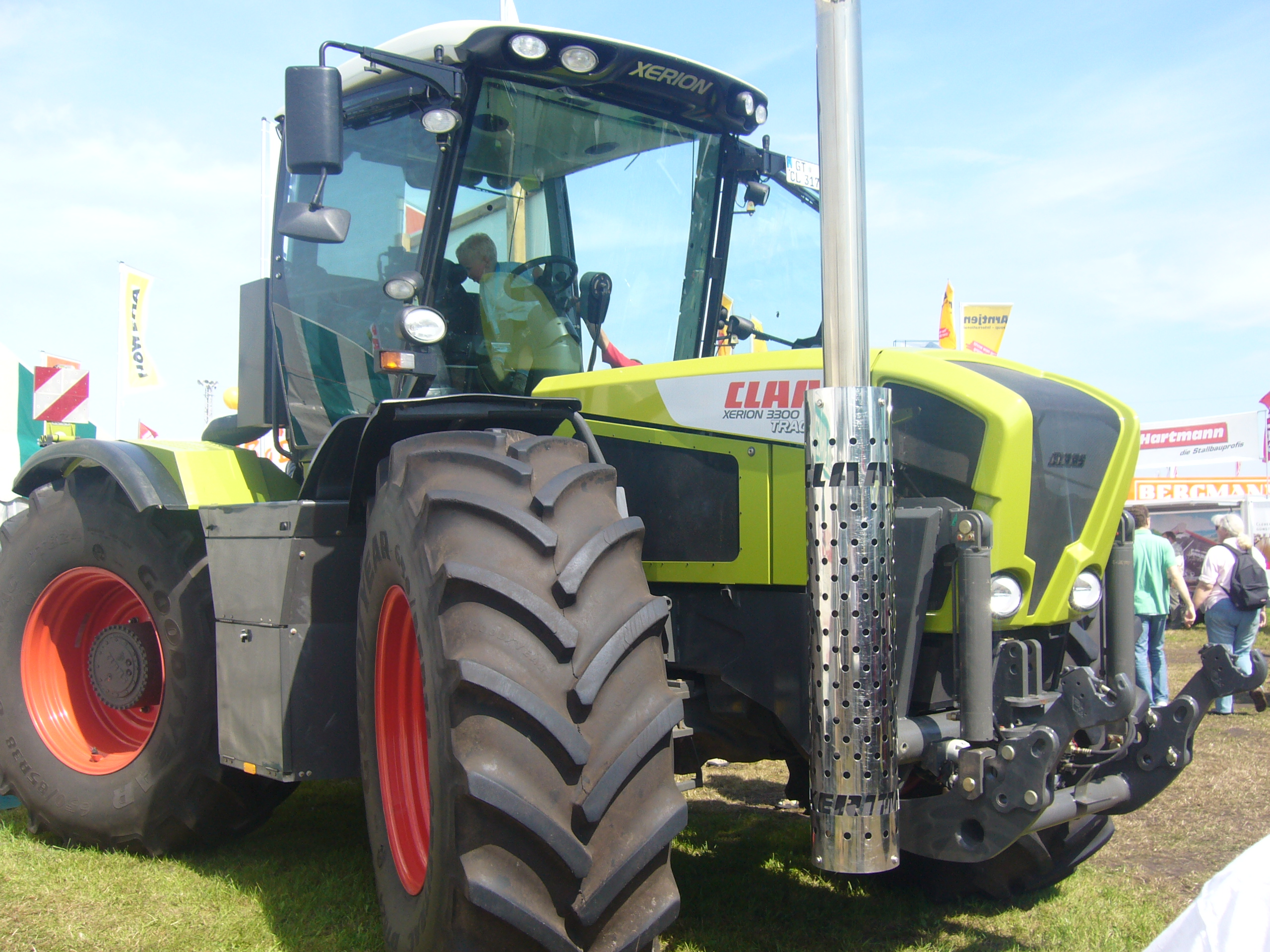
Moderner Tracschlepper: Claas Xerion 3300 TRAC VC

Ein trac oder Tracschlepper (Schreibweise „Trac“, „trac“ oder „TRAC“ variiert je nach Hersteller) ist eine spezielle Bauform des Ackerschleppers und zählt zu den Systemschleppern, die durch folgende Merkmale gekennzeichnet ist:
- Vier gleich große Räder in Verbindung mit
- Allradantrieb
- Leergewichtsverteilung im Bereich 60 % Vorderachse, 40 % Hinterachse
- Eine mittig auf der Längsachse positionierte Fahrerkabine und der dadurch frei werdende
- zusätzlichen Anbauraum über der Hinterachse
- (Halb-)Rahmenbauweise

Standardschlepper hingegen verfügen über große Hinterräder und kleine Vorderräder. Der Großteil des Gewichts lastet auf den Hinterrädern. Die Kabine befindet sich über der Hinterachse und sie sind meist in rahmenloser Blockbauweise ausgeführt.
Von Knickschleppern unterscheiden sich Tracschlepper dadurch, dass der Fahrzeugrahmen komplett starr ist und zum Lenken die Räder eingeschlagen werden.

## Vor- und Nachteile

### Vorteile im Vergleich zum Standardschlepper
- Bessere Zugkraft: Durch den nach vorn verlagerten Schwerpunkt soll im Zusammenspiel mit den Anbaugeräten im Heck bzw. Anhängern (Stützlast) eine 50/50-Gewichtsverteilung zwischen Vorder- und Hinterachse erzielt werden. Somit wird die Zugarbeit durch vier gleich große Räder mit gleichem Anpressdruck verrichtet. Durch die gleich großen Räder bei gleicher Spur stellt sich außerdem der Multi-Pass-Effekt ein. Die Hinterräder laufen genau in der von den Vorderrädern verdichteten Spur und haben so weniger Rollwiderstand und übertragen mehr Zugkraft. Bei Arbeiten mit schweren Frontanbaugeräten und insbesondere bei Frontladerarbeiten stellen die großen Vorderräder trotz des nach vorn verlagerten Schwerpunkts eine gute Zugkraft sicher. Beim Standardschlepper hingegen werden durch die Last in der Front die großen Hinterräder entlastet, die somit nur noch wenig Zugkraft übertragen können und das meiste Gewicht lastet auf den kleinen Vorderrädern.
- Bodenschonung und geringere Gefahr des Einsinkens und Festfahrens: Durch die gleichmäßigere Gewichts- und Zugkraftverteilung beim Einsatz mit Heckanbaugeräten und Anhängern, sowie dem damit verbundenen geringeren Bedarf an Ballastierung (insbesondere in der Front gegen das „Aufbäumen“), wird der Bodendruck und die Bodenbeschädigung durch Schlupf reduziert. Bei Arbeiten mit schweren Frontanbaugeräten und insbesondere bei Frontladerarbeiten wird die dadurch nach vorn verlagerte Last auf die Aufstandsfläche der großen Vorderräder verteilt. Hierbei ist jedoch der Ballastierungsbedarf im Heck höher, als beim Standardschlepper (siehe: Nachteile).
- Vielseitigkeit: Der dritte An- bzw. Aufbauraum sorgt für vielseitigere Einsatzmöglichkeiten. Wird er nicht durch Anbaugeräte genutzt, dient er bei vielen Tracschleppern als Hilfsladefläche. Durch die großen Vorderräder bietet sich das trac-Konzept für schwere Anbaugeräte in der Front an. Ein trac bietet, wenn man die Kabine versetzt, eine relativ ebene Plattform über die gesamte Fahrzeuglänge für Sonderaufbauten (Dammann-trac, Xerion als trac VC bzw. Saddle trac)
- Komfort und Ergonomie: Durch die mittig positionierte Kabine befindet sich der Fahrer im schwingungsärmsten Bereich des Fahrzeugs. Außerdem ist beim trac-Konzept meist eine besonders große Kabine möglich, da diese nicht zwischen die großen Hinterräder (Standardschlepper) eingepasst ist.

### Nachteile im Vergleich zum Standardschlepper
- Wendigkeit konkurriert mit Zugkraft: Große Vorderräder schränken den möglichen Lenkwinkel ein. Somit muss eine Abwägung getroffen werden, ob zugunsten der Zugkraft große Räder oder zugunsten der Wendigkeit kleine Räder verwendet werden. Da alle Räder gleich groß sind, wirkt sich diese Abwägung auf alle vier Räder und nicht nur auf die gelenkten Vorderräder aus. Einige trac-Hersteller lösten dieses Problem durch eine zusätzlich gelenkte Hinterachse (Fastrac, Xerion), was jedoch mit höheren Herstellungskosten einhergeht und eine zusätzliche Schwachstelle darstellen kann.
- Schlechtere Sicht auf Anbaugeräte: Durch die mittige Position der Kabine wird in vielen Fällen die Sicht auf Heckanbaugeräte durch die Hinterräder und deren Kotflügel verdeckt. Auch beim Anhängevorgang von Geräten im Heck und Anhängern ist die Sicht schlechter. Durch die großen Vorderräder wird außerdem die Sicht auf Frontanbaugeräte erschwert. Bei manchen Geräten wiederum ist die Übersicht vom Tracschlepper aus besser, als vom Standardschlepper aus.
- Nachteilige Leergewichtverteilung für schwere Geräte in der Front: Bei Frontladerarbeiten wirkt sich die Leergewichtsverteilung des Tracschleppers negativ aus, da zu wenig Gewicht auf der Hinterachse lastet, um ein Gegengewicht zum Frontlader und dessen Nutzlast zu bieten. Die Fahrstabilität verschlechtert sich und es kann besonders schnell zum Ausheben der Hinterachse kommen. Das fehlende Gewicht auf der Hinterachse muss oft durch Ballast im mittleren und/oder hinteren Anbauraum kompensiert werden. Derselbe Nachteil tritt beim Anbau schwerer Geräte im vorderen Anbauraum auf, die nicht in Kombination mit schweren Geräten im mittleren oder hinteren Anbauraum eingesetzt werden.
- Der Preis: Tracschlepper sind in der Regel teurer, als Standardschlepper mit vergleichbarer Motorleistung. Durch die hohen Stückzahlen und die rahmenlose Blockbauweise lässt sich die Herstellung von Standardschleppern preisgünstiger umsetzen.

## Beispiele
- MB-trac
- LTS-trac
- Doppstadt-Trac
- Schlüter Super Trac, Profi Trac und Eurotrac
- Fastrac
- Claas Xerion
- Frühe Modelle des WF trac (Forstspezialtraktor). Bei den neueren Modellen handelt es sich um einen Knickschlepper.

## Ursprung des Trac-Konzepts
Als Mercedes Anfang der 1970er einen Traktor entwickelte, wurde versucht möglichst viele Komponenten des Unimog zu verwenden und auf die jahrelange Erfahrung in der Unimog-Entwicklung zurückgegriffen. Aus der Kombination aus Unimogteilen und -wissen mit dem klassischen Standardschlepperkonzept entstand der MB-trac und damit das trac-Konzept.